# Yaco
En la mitología griega, Yaco o Iaco (en griego antiguo Ἴακχος, Íakchos) es una deidad menor en los cultos de Atenas y Eleusis en relación con los misterios de Eleusis. Los antiguos distinguían a Yaco de Baco (Βάκχος), o los confundían, de manera indistinta. No tenía ningún papel relevante asociado en los mitos. La palabra «Yaco» también aludía al grito ritual («¡Yaco, oh Yaco!») que acompañaba a la fiesta. En Las bacantes de Eurípides, según la traducción de Philip Vellacott, las bacantes gritan «para bailar, llamando al unísono al hijo de Zeus, “¡Yaco! ¡Bromio!”». Tanto Yaco como Bromio (Βρόμιος) son epítetos rituales de Dioniso. 
En cuanto a su abolengo, no tiene una versión definida. Unos dicen que Yaco era hijo de Deméter; de esta manera Lucrecio utiliza el ejemplo de Ceres (Deméter) amamantando a Yaco como sinónimo de amor. Dicen que Yaco nació de Zeus y Deméter. Otros dicen que era el hijo superviviente de Dioniso y la ninfa Aura. También se lo identifica con el Zagreo ctónico, hijo de Zeus y Perséfone.
Yaco era el portador de la antorcha en la procesión desde Eleusis, siendo a veces considerado como el heraldo del «divino hijo» de la diosa, nacido en el Inframundo, y a veces el propio hijo de esta. Se le llamaba «la estrella que lleva la luz de los misterios nocturnos», otorgándole posibles asociaciones con Sirio y Sotis.
La mención más famosa de Yaco es en Las ranas de Aristófanes, donde un coro de mystae (‘los que saben callar’, es decir, los iniciados) le invocan como un bullicioso bailarín en el prado, servido por las Cárites, que «lanzan antorchas» y es comparado con una estrella que trae la luz a la oscuridad de los ritos. La identificación de Yaco con Dioniso se demuestra en una variedad de fuentes. En un peán a Dioniso descubierto en Delfos, el dios es descrito como llamado Yaco en Eleusis, a donde «lleva la salvación». En su obra Antígona Sófocles llama al dios de los Misterios de Eleusis tanto Baco como Yaco.
El nombre «Yaco» también aparecía en uno de los días de los Misterios: La escolta de Yaco del 20 de boedromión. Yaco era tomado de su santuario en Atenas por un sacerdote y le llevaban, acompañado en solemne procesión por los iniciados hasta Eleusis, a 22 km de distancia. Cuando estaban cerca de la meta, debían atravesar un puente sobre el río Cefiso, donde eran insultados y empujados por la gente del pueblo. De esta forma se pretendía rememorar las dificultades que tuvo Deméter para encontrar a Core (Perséfone). Tras estas penalidades se llegaba al santuario donde Yaco era acogido con gran júbilo y alegría y los iniciados bailaban en honor de las dos diosas.